# Francis Lagan
Francis Lagan (ur. 31 października 1934 w Maghera, zm. 9 czerwca 2020 w Londonderry) – irlandzki duchowny rzymskokatolicki, w latach 1988–2010 biskup pomocniczy Derry.

## Życiorys
Święcenia kapłańskie przyjął 19 czerwca 1960. 4 lutego 1988 został mianowany biskupem pomocniczym Derry ze stolicą tytularną Sidnacestre. Sakrę biskupią otrzymał 20 marca 1988. 6 maja 2010 przeszedł na emeryturę. Zmarł 9 czerwca 2020. 